# Barchaczów
Barchaczów – wieś w Polsce położona w województwie lubelskim, w powiecie zamojskim, w gminie Łabunie.
W latach 1975–1998 miejscowość administracyjnie należała do województwa zamojskiego.
Wieś jest sołectwem w gminie Łabunie. Według Narodowego Spisu Powszechnego z roku 2011 wieś liczyła 466 mieszkańców.
Wierni Kościoła rzymskokatolickiego należą do parafii Matki Bożej Szkaplerznej i św. Dominika w Łabuniach.

## Historia
Pierwsza wzmianka o wsi tej nazwy pochodzi z roku 1507, wówczas to aż do roku 1627 należała rodu Oleśnickich z Oleśnik w powiecie lubelskim. 
Według rejestru poborowego z 1578 r. było tu 6 1/4 łanów chłopskich (105 ha) gruntów uprawnych.
Według spisu miast, wsi, osad Królestwa Polskiego z roku 1827, w Barchaczowie było 39 domów, oraz 296 mieszkańców.
Natomiast spis z 1921 r. wykazywał tu już 101 domów oraz 580 mieszkańców.
Podczas Kampanii Wrześniowej (Działania wojenne na Lubelszczyźnie w roku 1939, Ludwik Głowacki) - 13.IX.1939 r. stacjonowała tu większość ścisłego sztabu armii "Kraków" gen. Szyllinga.

Natomiast 21. IX. 1939 w pobliżu wsi toczył się zawzięty bój 8 pułku piechoty Legionów z oddziałami niemieckiej 2. Dywizji Pancernej.